# Mesonerilla biantennata
Mesonerilla biantennata är en ringmaskart som beskrevs av V. Jouin 1963. Mesonerilla biantennata ingår i släktet Mesonerilla och familjen Nerillidae. Arten har ej påträffats i Sverige. Inga underarter finns listade i Catalogue of Life.